# 알제리컵
알제리 컵(아랍어: كأس الجزائر)은 알제리 에서 열리는 축구 대회로 지역 팀들이 서로 대결한다. 알제리의 광복 3개월 후인 1962년 10월에 설립되어 1990년과 1993년을 제외하고 매년 진행되고 있다.

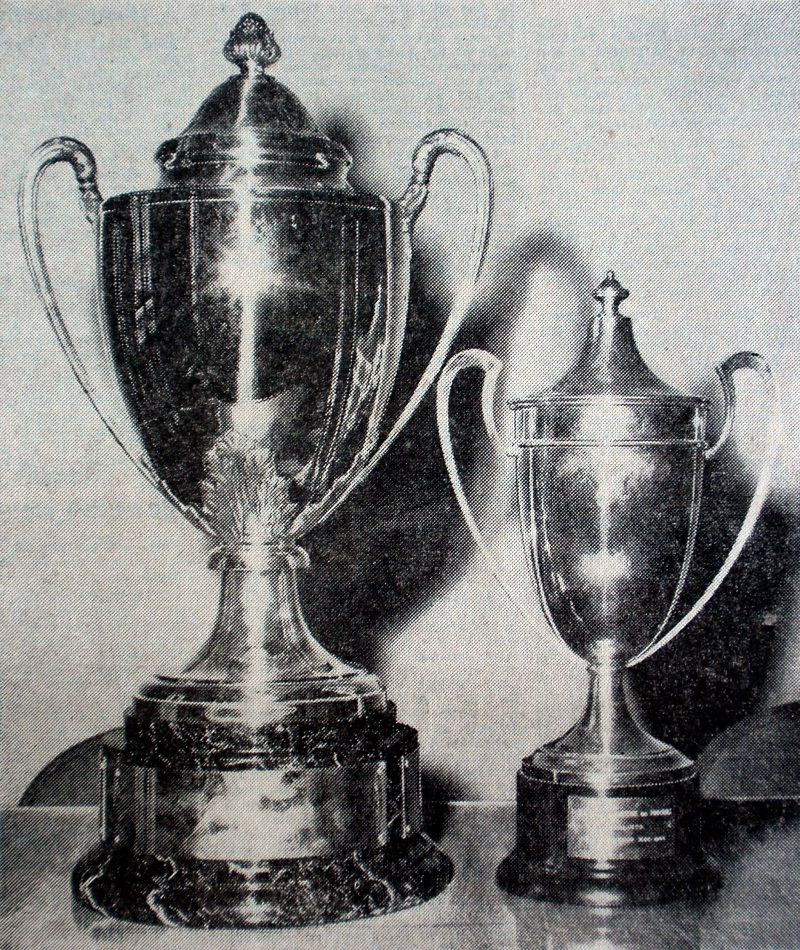
Trophies Editions 1963 (right) and 1964 (left).

이 대회에서 USM 알제, CR 벨루이즈다드, ES 세티프 및 MC 알제는 각각 8개의 트로피를 들어올렸다. USM 알제, CR 벨루이즈다드, MC 오랑, JS 카빌리 및 MC 알제 등의 팀들이 대회 최다 연속 우승인 2회 연속 우승을 달성했으며 ES 세티프의 경우 2연속 우승을 두 번 기록했다. 현재까지 3회 연속 우승팀은 없으며, 가장 최근 우승팀은 CR 벨루이즈다드이다.

## 같이 보기
- 알제리 리그 프로페시오넬 1
- 알제리 슈퍼컵